# Vishal Bhardwaj
Pour les articles homonymes, voir Bhardwaj.
Vishal Bhardwaj (né le 4 août 1965) est un réalisateur et un producteur indien, écrivain, scénariste, compositeur de musique et chanteur de playback à Bollywood.
Il réalise trois films inspirés de pièces de William Shakespeare : Maqbool (2003, inspiré de Macbeth), Omkara (2006, inspiré de Othello) et Haider (2014, inspiré de Hamlet).

## Filmographie
| Year | Film                         | Role                                                                | Notes |
| ---- | ---------------------------- | ------------------------------------------------------------------- | --- |
| 2016 | Rangoon                      | Réalisateur                                                         | |
| 2015 | Talvar                       | Scénariste, producteur                                              | |
| 2014 | Haider                       | Réalisateur, scénariste, producteur, compositeur                    | |
| 2011 | 7 Khoon Maaf                 | Réalisateur, compositeur                                            | Sélectionné à la Berlinale 2011 dans la catégorie Panorama Special |
| 2010 | Ishqiya                      | Compositeur, auteur, producteur                                     | |
| 2009 | Kaminey                      | Réalisateur, compositeur                                            | Nommé Star Screen Award pour le Meilleur réalisateur & Star Screen Award pour le Meilleur compositeur |
| 2008 | Haal-e-dil                   | Compositeur                                                         | |
| 2008 | U, Me Aur Hum                | Compositeur                                                         | |
| 2007 | No Smoking                   | Compositeur, producteur                                             | |
| 2007 | Nishabd                      | Compositeur                                                         | |
| 2007 | Dus Kahaniyaan               | Auteur (dialogues & scénario)                                       | |
| 2007 | Blood Brothers               | Réalisateur, auteur (Dialogues)                                     | |
| 2007 | Migration                    | Auteur (dialogues)                                                  | |
| 2006 | Omkara                       | Compositeur, réalisateur, auteur (dialogues & scénario)             | - Lauréat "the Special Jury Silver Lotus Award" du National Film Awards, Inde - Nommé Filmfare Awards 2007 pour le Meilleur réalisateur - Lauréat Festival international du film du Caire, Meilleur artiste pour la contribution au cinéma d'un réalisateur - Lauréat Kara Film Festival Meilleur compositeur - Nommé IIFA Awards 2007 des Meilleurs dialogues, Meilleur réalisateur, Meilleur compositeur, Meilleur scénario & Meilleure histoire - Nommé Star Screen Awards du Meilleur réalisateur |
| 2005 | L'Ombrelle bleue             | Compositeur, réalisateur, producteur                                | |
| 2005 | Ramji Londonwale             | Compositeur                                                         | |
| 2005 | Bhagmati                     | Compositeur                                                         | |
| 2003 | Maqbool                      | Compositeur, réalisateur, producteur, auteur (dialogues & scénario) | |
| 2003 | Paanch                       | Compositeur                                                         | |
| 2003 | Chupke Se                    | Compositeur                                                         | |
| 2003 | Danav                        | Compositeur                                                         | |
| 2003 | Kagaar: Life on the Edge     | Compositeur                                                         | |
| 2002 | Makdee                       | Compositeur, réalisateur, producteur, auteur (scénario & dialogues) | |
| 2002 | Mulaqat                      | Compositeur                                                         | |
| 2001 | Love ke liye kuch bhi karega | Compositeur                                                         | |
| 2001 | Choo Lenge Akash             | Compositeur                                                         | |
| 2000 | Dil Pe Mat Le Yaar           | Compositeur                                                         | |
| 1999 | Hu Tu Tu                     | Compositeur                                                         | |
| 1999 | Godmother                    | Compositeur                                                         | |
| 1999 | Jahan Tum Le Chalo           | Compositeur                                                         | |
| 1998 | Daya                         | Compositeur                                                         | Film Malayam |
| 1998 | Chachi 420                   | Compositeur                                                         | |
| 1998 | Satya                        | Compositeur                                                         | |
| 1998 | Sham Ghansham                | Compositeur                                                         | |
| 1997 | Betaabi                      | Compositeur                                                         | |
| 1997 | Tunnu Ki Tina                | Compositeur                                                         | |
| 1996 | Maachis                      | Compositeur                                                         | |
| 1996 | Sanshodhan                   | Compositeur                                                         | |
| 1995 | Fauji                        | Compositeur                                                         | |